# زمستان هوش مصنوعی
در تاریخ هوش مصنوعی، زمستان هوش مصنوعی دوره کاهش سرمایه‌گذاری و علاقه در تحقیقات هوش مصنوعی است. این اصطلاح را مشابه با ایده زمستان هسته ای ابداع کردند.  این حوزه چندین چرخه تبلیغاتی را تجربه کرده است؛ دوره ناامیدی و انتقاد، سپس کاهش بودجه، و پس از آن مجدداً بعد از سال‌ها یا حتی دهه‌ها بازگشت علایق رخ داده است.
این اصطلاح اولین بار در سال ۱۹۸۴ به عنوان موضوع بحث عمومی در نشست سالانه AAAI (که در آن زمان «انجمن آمریکایی هوش مصنوعی» نامیده می‌شد) پدیدار شد. این اصطلاح ناظر به یک واکنش زنجیره ای بوده که با بدبینی در جامعه هوش مصنوعی شروع می‌شود، به دنبال آن بدبینی در مطبوعات، کاهش شدید بودجه و در پایان تحقیقات جدی اتفاق می‌افتد.  راجر شانک و ماروین مینسکی - دو محقق برجسته هوش مصنوعی که از «زمستان» دهه ۱۹۷۰ جان سالم به در برده بودند - به جامعه تجاری هشدار دادند که اشتیاق برای هوش مصنوعی در دهه ۱۹۸۰ از کنترل خارج شده است و مطمئناً ناامیدی به دنبال خواهد داشت. . سه سال بعد، صنعت میلیارد دلاری هوش مصنوعی شروع به فروپاشی کرد. 
این هیجان تبلیغاتی در بسیاری از فناوری‌های نوظهور، مانند شیدایی راه‌آهن یا حباب دات کام، مشاهده شده است. زمستان هوش مصنوعی نتیجه چنین هیاهویی بود که به دلیل وعده‌های بیش از حد توسعه دهندگان، انتظارات غیرطبیعی زیاد از کاربران نهایی و تبلیغات گسترده در رسانه‌ها بود. علیرغم ظهور و سقوط شهرت هوش مصنوعی، این تکنولوژی به توسعه فناوری‌های جدید ادامه داده است و در این راه به موفقیت‌هایی نیز دست پیدا کرده است. رادنی بروکس محقق هوش مصنوعی در سال ۲۰۰۲ از این که «این افسانه احمقانه وجود دارد که هوش مصنوعی شکست خورده است، اما هوش مصنوعی هر ثانیه در روز در اطراف شما است» شکایت داشت.  در سال ۲۰۰۵، ری کرزویل موافقت کرد: «بسیاری از ناظران هنوز فکر می‌کنند که زمستان هوش مصنوعی پایان داستان بود و از آن زمان تاکنون چیزی از حوزه هوش مصنوعی رخ نداده است. با این حال امروزه هزاران برنامه کاربردی هوش مصنوعی عمیقاً در زیرساخت هر صنعتی تعبیه شده است.» 
به‌طور کلی اشتیاق و خوش‌بینی نسبت به هوش مصنوعی از زمان افول آن در اوایل دهه ۱۹۹۰ افزایش یافته است. حوالی سال ۲۰۱۲ علاقه به هوش مصنوعی (به ویژه زمینه یادگیری ماشین) از سوی جوامع تحقیقاتی و شرکتی منجر به افزایش چشمگیر بودجه و سرمایه‌گذاری شد.

## بررسی اجمالی
دو زمستان اصلی در بین سال‌های ۱۹۷۴ تا ۱۹۸۰ و ۱۹۸۷ تا 1993 اتفاق افتاد. در زیر چندین قسمت از زمستان‌های کوچکتر آورده شده‌اند:
- ۱۹۶۶: شکست ترجمه ماشینی
- ۱۹۶۹: کنار گذاشتن پیوندگرایی
- دوره همپوشانی روندها:
  - ۱۹۷۱–۱۹۷۵: ناامیدی دارپا از برنامه تحقیقاتی درک گفتار در دانشگاه کارنگی ملون
  - ۱۹۷۳: کاهش زیادی در تحقیقات هوش مصنوعی در بریتانیا در پاسخ به گزارش Lighthill
  - ۱۹۷۳–۱۹۷۴: کاهش DARPA در تحقیقات آکادمیک هوش مصنوعی به‌طور کلی
- ۱۹۸۷: فروپاشی بازار ماشین آلات LISP
- ۱۹۸۸: لغو هزینه‌های جدید در زمینه هوش مصنوعی توسط ابتکار محاسبات استراتژیک
- ۱۹۹۳: مقاومت در برابر استقرار و نگهداری سیستم‌های خبره جدید
- دهه ۱۹۹۰: پایان اهداف اولیه پروژه کامپیوتری نسل پنجم

## قسمت‌های اولیه

### ترجمه ماشینی و گزارش ALPAC در سال ۱۹۶۶
در طول جنگ سرد، دولت ایالات متحده علاقه خاصی به ترجمه خودکار و فوری اسناد و گزارش‌های علمی روسی داشت. دولت از سال ۱۹۵۴ به شدت از تلاش‌ها در زمینه ترجمه ماشینی حمایت کرد. در ابتدا، محققان خوشبین بودند. کار جدید نوام چامسکی در دستور زبان، فرایند ترجمه را ساده می‌کرد و «پیش‌بینی‌های زیادی دربارهٔ پیشرفت‌های قریب‌الوقوع وجود داشت.»

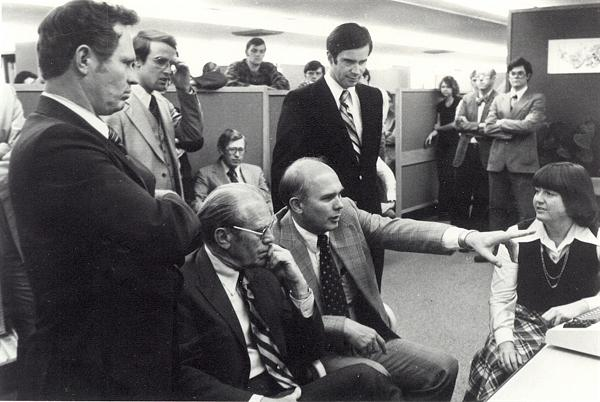
جلسه توجیهی برای جرالد فورد معاون رئیس‌جمهور ایالات متحده در سال ۱۹۷۳ در مورد مدل ترجمه کامپیوتری مبتنی بر دستور زبان اتصال.

با این حال محققان، دشواری عمیق ابهام‌زدایی از معنای کلمه را دست کم گرفته بودند. برای ترجمه یک جمله، یک ماشین نیاز داشت تا حدی تصور کند که آن جمله در مورد چه موضوعی است، در غیر این صورت اشتباه می‌کرد. یک مثال آخرالزمانی این است: عبارت «روح راضی است اما جسم ضعیف است» با ترجمه دوطرفه به روسی به این شکل درآمده است: «ودکا خوب است اما گوشت گندیده است».  محققان بعدی این را مشکل دانش عام (عرفی) نامیدند.
در سال ۱۹۶۴، شورای ملی تحقیقات نگران این عدم پیشرفت بود و کمیته مشورتی پردازش خودکار زبان (ALPAC) را برای بررسی این مشکل تشکیل داد. آنها در گزارش معروف سال ۱۹۶۶ به این نتیجه رسیدند که ترجمه ماشینی گرانتر، دقیق تر و کندتر از ترجمه انسانی است. پس از صرف حدود ۲۰ میلیون دلار، NRC به همه حمایت‌ها پایان داد. مشاغل از بین رفت و تحقیقات به پایان رسید. 
ترجمه ماشینی هنوز یک مشکل تحقیقاتی باز در قرن بیست و یکم است که با موفقیت‌هایی روبرو شده است (ترجمه گوگل، یاهو بابل فیش).

### کنارگذاشتن پیوندگرایی در سال ۱۹۶۹
برخی از کارهای اولیه بر روی هوش مصنوعی از شبکه‌ها یا مدارهایی از واحدهای متصل به هم برای شبیه‌سازی رفتار هوشمند استفاده می‌کردند. نمونه‌هایی از این سبک کار، که «پیوندگرایی» نامیده می‌شود، شامل کار والتر پیتس و وارن مک‌کالوخ به عنوان اولین توصیف از یک شبکه عصبی به منظور پیاده‌سازی منطق یا کار ماروین مینسکی بر روی سیستم SNARC می‌شود. در اواخر دهه ۱۹۵۰، زمانی که محققان شروع به کاوش در استدلال نمادین به عنوان جوهره هوش کردند، و در پس آن موفقیت برنامه‌هایی مانند نظریه منطق و حل مسئله عمومی، برنامه‌های گذشته کنار گذاشته شدند.
با این حال، یک نوع از کار پیوندگرا هنوز ادامه دارد: مطالعه پرسپترون‌ها، که توسط فرانک روزنبلات اختراع شد، که با شغل فروشندگی و دغدغه شخصی اش، این میدان را زنده نگه داشت. او خوش‌بینانه پیش‌بینی کرد که پرسپترون «در نهایت ممکن است قادر به یادگیری، تصمیم‌گیری و ترجمه زبان‌ها باشد». در سال ۱۹۶۹، در زمانی که ماروین مینسکی و سیمور پاپرت کتاب پرسپترون‌ها را منتشر کردند، و با این تصور که مهر تأییدی بر محدودیت‌های کاری پرسپترون‌ها زده خواهد شد، تحقیقات اصلی در مورد پرسپترون‌ها به‌طور ناگهانی پایان یافت.
رویکردهای پیوندگرایانه برای یک دهه بعد یا بیشتر کنار گذاشته شدند. در حالی که کارهای مهمی، مانند کشف پل وربوس در مورد انتشار معکوس، به صورت محدود ادامه می‌یافت. در دهه ۱۹۷۰ و اوایل دهه ۱۹۸۰ تأمین مالی عمده برای پروژه‌های پیوندگرایانه به سختی یافت می‌شد. «زمستان» تحقیقات پیوندگرایانه در اواسط دهه ۱۹۸۰ و زمانی که کار جان هاپفیلد، دیوید روملهارت و دیگران علاقه به شبکه‌های عصبی را در مقیاس بزرگ احیا کرد به پایان رسید. با این حال، روزنبلات زنده نماند تا این را ببیند، زیرا مدت کوتاهی پس از انتشار پرسپترون در یک حادثه قایق‌رانی جان باخت.

## شکست‌های سال ۱۹۷۴

### گزارش لایت هیل
در سال ۱۹۷۳، پارلمان بریتانیا از پروفسور سر جیمز لایت هیل خواست تا وضعیت تحقیقات هوش مصنوعی در بریتانیا را ارزیابی کند. گزارش او که اکنون گزارش لایت هیل نامیده می‌شود، از شکست کامل هوش مصنوعی در دستیابی به "اهداف بزرگ" خود انتقاد کرد. او به این نتیجه رسید که کاری که در هوش مصنوعی انجام نشود در علوم دیگر قابل انجام نیست. او به‌طور خاص به مشکل " انفجار ترکیبی " یا " نسخ ناپذیری " اشاره کرد که به این معناست که بسیاری از الگوریتم‌های موفق هوش مصنوعی در مسائل دنیای واقعی متوقف می‌شوند و فقط برای حل نسخه‌های "اسباب بازی" مسائل مناسب هستند.
این گزارش در مناظره ای که در سریال «جنجال» بی‌بی‌سی در سال ۱۹۷۳ پخش شد به چالش کشیده شد. مناظره «روبات همه منظوره یک سراب است» از مؤسسه سلطنتی بین لایت هیل و تیم دونالد میچی، جان مک‌کارتی و ریچارد گرگوری بود. مک‌کارتی بعداً نوشت که «مشکل انفجار ترکیبی از ابتدا در هوش مصنوعی شناسایی شده است».
این گزارش منجر به از بین رفتن کامل تحقیقات هوش مصنوعی در انگلستان شد. تحقیقات هوش مصنوعی تنها در چند دانشگاه (ادینبورگ، اسکس و ساسکس) ادامه یافت. تحقیقات در مقیاس بزرگ تا سال ۱۹۸۳ به وضعیت قبلی خود بازنگشت تا این که در پاسخ به پروژه نسل پنجم ژاپن (به ادامه مراجعه کنید)، Alvey (پروژه تحقیقاتی دولت بریتانیا) دوباره شروع به تأمین بودجه هوش مصنوعی از صندوق جنگی ۳۵۰ میلیون پوندی کرد. Alvey تنها تعداد محدودی نیازمندی‌های مورد نظر بریتانیا را رفع می‌کرد و به همین دلیل در سطح بین‌المللی، به ویژه با شرکای ایالات متحده، مقبول واقع نشد و بودجه فاز ۲ خود را از دست داد.

### کاهش بودجه دارپا در اوایل دهه ۱۹۷۰
در طول دهه ۱۹۶۰، آژانس پروژه‌های تحقیقاتی پیشرفته دفاعی (که در آن زمان با نام «ARPA» شناخته می‌شد، اکنون با نام «دارپا» شناخته می‌شود) میلیون‌ها دلار را به تحقیقات هوش مصنوعی تخصیص داد. جی سی آر لیکلیدر، مدیر مؤسس بخش محاسبات دارپا، به «تأمین مالی افراد، نه پروژه‌ها» اعتقاد داشت و او و چندین جانشین به رهبران هوش مصنوعی (مانند ماروین مینسکی، جان مک‌کارتی، هربرت ای. سایمون یا آلن نیول) اجازه دادند که از این محل بودجه، تقریباً به هر شکلی که دوست داشتند به تأمین هزینه پروژه شان بپردازند.
این نگرش پس از تصویب اصلاحیه منسفیلد در سال ۱۹۶۹ تغییر کرد، که DARPA را ملزم به تأمین بودجه «پژوهش مستقیم مأموریت‌محور، به‌جای تحقیقات غیرمستقیم اساسی» کرد. تحقیقات غیرمستقیم خالص از نوع تحقیقاتی که در دهه ۱۹۶۰ انجام شده بود، دیگر توسط دارپا تأمین مالی نمی‌شد. اکنون محققان باید نشان می‌دادند که کار آنها به زودی فناوری نظامی مفیدی را تولید می‌کند. پیشنهادها تحقیقاتی هوش مصنوعی با استاندارد بسیار بالایی تهیه می‌شد. زمانی که گزارش لایت‌هیل و مطالعات درون سازمانی دارپا (گروه مطالعات آمریکایی) پیشنهاد کردند که اکثر تحقیقات هوش مصنوعی بعید است در آینده قابل پیش‌بینی چیزی واقعاً مفید تولید کنند نیز، کمکی به بهبود وضعیت نکردند. پول دارپا برای پروژه‌های خاص با اهداف دست یافتنی تر، مانند تانک‌های خودمختار و سیستم‌های مدیریت نبرد، مصرف می‌شد. تا سال ۱۹۷۴، تأمین بودجه برای پروژه‌های هوش مصنوعی دشوار بود.
محقق هوش مصنوعی هانس موراوک علت این بحران را پیش‌بینی‌های غیرواقعی همکارانش می‌داند: «بسیاری از محققان در شبکه‌ای از اغراق فزاینده گرفتار شده بودند. وعده‌های اولیه آنها به دارپا بسیار خوش‌بینانه بود. البته، آنچه که آنها ارائه کردند، به میزان قابل توجهی از آن فاصله گرفت. اما آنها احساس می‌کردند که نمی‌توانند در پیشنهاد بعدی خود کمتر از پیشنهاد اول قول بدهند، بنابراین بیشتر قول دادند.» موراوک ادعا می‌کند که نتیجه این است که برخی از کارکنان دارپا صبر خود را با تحقیقات هوش مصنوعی از دست داده‌اند.
در حالی که پروژه تانک خودمختار با شکست مواجه شد، سیستم مدیریت نبرد (ابزار تحلیل و برنامه‌ریزی مجدد پویا) بسیار موفق بود، میلیاردها دلار در جنگ اول خلیج فارس صرفه جویی کرد، تمام سرمایه‌گذاری دارپا در هوش مصنوعی را بازپرداخت کرد و سیاست عملگرایانه دارپا را توجیه کرد.

### شکست SUR
دارپا کاملاً از محققانی که بر روی برنامه تحقیقاتی درک گفتار در دانشگاه کارنگی ملون کار می‌کردند ناامید شده بود. آنها به سیستمی که بتواند به دستورها صوتی یک خلبان پاسخ دهد امیدوار بودند و حتی احساس می‌کردند که این وعده به آنها داده شده بود. تیم SUR سیستمی را توسعه داده بود که می‌توانست انگلیسی گفتاری را تشخیص دهد، اما تنها در صورتی که کلمات به ترتیب خاصی گفته می‌شدند. دارپا احساس کرد که فریب خورده است و در سال ۱۹۷۴ قرارداد سه میلیون دلاری در سال را لغو کرد.
سال‌ها بعد، چندین سیستم تشخیص گفتار تجاری موفق از فناوری توسعه‌یافته توسط تیم کارنگی ملون (مانند مدل‌های مخفی مارکوف) استفاده کردند و بازار سیستم‌های تشخیص گفتار تا سال ۲۰۰۱ به ۴ میلیارد دلار رسید.

## شکست‌های اواخر دهه ۱۹۸۰ و اوایل دهه ۱۹۹۰

### سقوط بازار ماشینلیسپ
در دهه ۱۹۸۰، نوعی برنامه هوش مصنوعی به نام «سیستم خبره» توسط شرکت‌های سراسر جهان پذیرفته شد. اولین سیستم خبره تجاری XCON بود که در Carnegie Mellon برای شرکت تجهیزات دیجیتال توسعه یافت و موفقیت بزرگی بود. تخمین زده می‌شد که تنها در طول شش سال فعالیت، شرکت‌ها را به صرفه‌جویی ۴۰ میلیون دلار برساند. شرکت‌ها در سراسر جهان شروع به توسعه و استقرار سیستم‌های خبره کردند و تا سال ۱۹۸۵ بیش از یک میلیارد دلار برای هوش مصنوعی هزینه کردند که بیشتر آن را به بخش‌های هوش مصنوعی داخلی اختصاص دادند. یک موج صنعتی برای حمایت از آنها رشد و توسعه یافت، از آن جمله شرکت‌های نرم‌افزاری مانند تکنالج و اینتلی کورپس (KEE) و شرکت‌های سخت‌افزاری مانند سیمبولیکس و موسسه ماشین‌های لیسپ بودند که رایانه‌های تخصصی به نام ماشین‌های لیسپ ساختند که جهت پردازش زبان برنامه‌نویسی لیسپ بهینه‌سازی شده بودند. این زبان برنامه‌نویسی در زمان خود ترجیح داده شده زبان مطلوب برای پیاده‌سازی هوش مصنوعی بود.
در سال ۱۹۸۷، سه سال پس از پیش‌بینی مینسکی و شانک، بازار سخت‌افزار تخصصی هوش مصنوعی مبتنی بر لیسپ سقوط کرد. ایستگاه‌های کاری شرکت‌هایی مانند Sun Microsystems جایگزین مناسب و توانمندتری برای ماشین‌های LISP بودند و شرکت‌هایی مانند لوسید محیط لیسپ را برای کلاس جدیدی از ایستگاه‌های کاری ارائه کردند. عملکرد این ایستگاه‌های کاری عمومی به یک چالش فزاینده دشوار برای ماشین‌های لیسپ تبدیل شد. شرکت‌هایی مانند لوسید و فرانز لیسپ نسخه‌های بسیار قدرتمندی از LISP را ارائه کردند که قابل انتقال به همه سیستم‌های یونیکسی بودند. برای مثال، معیارهایی منتشر شد که نشان می‌داد ایستگاه‌های کاری مزیت عملکردی بالاتری نسبت به ماشین‌های لیسپ دارند. رایانه‌های رومیزی بعدی که توسط اپل و آی‌بی‌ام ساخته شدند نیز معماری ساده‌تر و محبوب‌تری را برای اجرای برنامه‌های لیسپ ارائه کردند. در سال ۱۹۸۷، برخی از آنها به اندازه ماشین‌های گران‌قیمت لیسپ قدرتمند شده بودند. کامپیوترهای رومیزی دارای موتورهای مبتنی بر قوانین مانند سی لیپس بودند. این جایگزین‌ها برای مصرف‌کنندگان هیچ دلیلی برای خرید دستگاه‌های گران‌قیمت تخصصی برای اجرای LISP باقی نمی‌گذاشت. کل این صنعت به ارزش نیم میلیارد دلار در یک سال با گزینه‌های دیگر جایگزین شد.
در اوایل دهه ۱۹۹۰، اکثر شرکت‌های تجاری لیسپ از جمله سیمبولیکس، موسسه ماشین‌های لیسپ، لوسید و غیره شکست خوردند. شرکت‌های دیگر، مانند تگزاس اینسترومنتز و زیراکس، این حوزه را رها کردند. تعداد کمی از مشتریان شرکتی (یعنی شرکت‌هایی که از سیستم‌هایی استفاده می‌کنند که با لیسپ نوشته شده و بر روی پلت‌فرم‌های ماشینی لیسپ توسعه یافته‌اند) به نگهداری سیستم‌ها ادامه دادند.

### کندی در استقرار سیستم‌های خبره
در اوایل دهه ۱۹۹۰، نگهداری اولین سیستم‌های خبره موفق، مانند اکس کان، بسیار گران شده بودند. به روز رسانی آنها دشوار بود، آنها نمی‌توانستند یاد بگیرند، آنها «شکننده» بودند (یعنی وقتی ورودی‌های غیرعادی به آنها داده می‌شد، می‌توانستند اشتباهات فاحشی مرتکب شوند)، و طعمه مشکلاتی شدند (مانند مشکل صلاحیت) که سال‌ها قبل در آن شناسایی شده بود. تحقیق در منطق غیریکنواخت سیستم‌های خبره مفید بودند، اما فقط در چند زمینه خاص. مشکل دیگر مربوط به سختی محاسباتی منتج به تلاش‌های حفظ حقیقت برای دانش عمومی بود. KEE از یک رویکرد مبتنی بر فرض (NASA, TEXSYS را مشاهده کنید) برای پشتیبانی از سناریوهای چندجهانی استفاده کرد که درک و اعمال آن دشوار بود.
در نهایت، معدود شرکت‌های باقی مانده سیستم خبره مجبور به کوچک‌سازی و جستجوی بازارهای جدید و پارادایم‌های نرم‌افزاری، مانند استدلال مبتنی بر مورد یا دسترسی به پایگاه داده جهانی شدند. بلوغ لیسپ مشترک باعث نجات بسیاری از سیستم‌ها مانند ICAD شد که در مهندسی مبتنی بر دانش کاربرد پیدا کرد. سیستم‌های دیگر بر روی رایانه شخصی، مانند KEE Intellicorp، از لیسپ به C++ منتقل شدند و به ایجاد فناوری شی‌گرا کمک کردند (از جمله ارائه پشتیبانی عمده برای توسعه UML (به شرکای UML مراجعه کنید).

### پایان پروژه نسل پنجم
در سال ۱۹۸۱، وزارت تجارت و صنعت بین‌المللی ژاپن ۸۵۰ میلیون دلار برای پروژه کامپیوتر نسل پنجم اختصاص داد. هدف آنها نوشتن برنامه‌ها و ساخت ماشین‌هایی بود که بتوانند مکالمه کنند، زبان‌ها را ترجمه کنند، تصاویر را تفسیر کنند و مانند انسان‌ها استدلال کنند. تا سال ۱۹۹۱، فهرست چشمگیر اهدافی که در سال ۱۹۸۱ نوشته شده بود، محقق نشده بود. به گفته اچ پی نیو گوئیست در کتاب سازنده مغز، «در ۱ ژوئن ۱۹۹۲، پروژه نسل پنجم نه با غرش موفقیت‌آمیز، بلکه با ناله به پایان رسید.» مانند سایر پروژه‌های هوش مصنوعی، انتظارات بسیار بالاتر از آنچه واقعاً می‌توانت ممکن باشد بود.

### کاهش ابتکار محاسبات استراتژیک
در سال ۱۹۸۳، در پاسخ به پروژه نسل پنجم، دارپا دوباره شروع به تأمین مالی تحقیقات هوش مصنوعی از طریق ابتکار محاسبات استراتژیک کرد. همان‌طور که در ابتدا پیشنهاد شد، این پروژه با اهداف عملی و قابل دستیابی آغاز می‌شود که حتی هوش عمومی مصنوعی را به عنوان هدف بلندمدت شامل می‌شود. این برنامه تحت مدیریت دفتر فناوری پردازش اطلاعات (IPTO) بود و در زمینه ابر محاسبات و میکروالکترونیک مورد استفاده واقع می‌شد. دارپا تا سال ۱۹۸۵، ۱۰۰ میلیون دلار هزینه کرده بود و ۹۲ پروژه در ۶۰ مؤسسه، نیمی در صنعت، نیمی در دانشگاه‌ها و آزمایشگاه‌های دولتی در دست اجرا بود. تحقیقات هوش مصنوعی به روشی سخاوتمندانه توسط SCI تأمین مالی شد.
جک شوارتز، که در سال ۱۹۸۷ به رهبری IPTO رسید، سیستم‌های خبره را به عنوان «برنامه‌نویسی هوشمندانه» رد کرد و کمک مالی به هوش مصنوعی را به‌طور «عمقی و بی‌رحمانه» کاهش داد و SCI را «منحل کرد». شوارتز احساس می‌کرد که دارپا باید بودجه خود را فقط بر روی فناوری‌هایی متمرکز کند که بیشترین نوید را می‌دهند، به گفته او، دارپا باید به جای «شنای سگی»، «موج سواری» کند، و به شدت احساس می‌کرد که هوش مصنوعی «موج بعدی» نیست. افراد درون این برنامه به مشکلاتی در رابطه با ارتباطات، سازماندهی و یکپارچگی اشاره کردند. چند پروژه از کاهش بودجه جان سالم به در بردند، از جمله دستیار خلبان و یک وسیله نقلیه زمینی مستقل (که هرگز تحویل داده نشدند) و سیستم مدیریت نبرد DART که (همان‌طور که در بالا ذکر شد) موفقیت‌آمیز بود.

## تحولات پس از زمستان هوش مصنوعی
بررسی گزارش‌های اوایل دهه ۲۰۰۰ نشان می‌دهد که هوش مصنوعی همچنان چندان پرآوازه نبود:
- الکس کاسترو، به نقل از اکونومیست، ۷ ژوئن ۲۰۰۷: «[سرمایه‌گذاران] با اصطلاح «تشخیص صدا»، که مانند «هوش مصنوعی» به سیستم‌هایی گفته می‌شود که جامه عمل پوشانیده نشدند، معطل شدند. "[۳۶]
- پتی تاسکارلا در پیتسبورگ بیزینس تایمز، ۲۰۰۶: "بعضی‌ها معتقدند که کلمه "رباتیک" در واقع حاوی انگی است که به شانس شرکت برای تامین مالی آسیب می‌رساند."[۳۷]
- جان مارکوف در نیویورک تایمز، ۲۰۰۵: «برخی از دانشمندان کامپیوتر و مهندسان نرم‌افزار، به خاطر ترس از اینکه به عنوان روان پریش دیده شوند، از اصطلاح هوش مصنوعی می‌کنند.»[۳۸]

بسیاری از محققان هوش مصنوعی در اواسط دهه ۲۰۰۰ عمداً کار خود را با نام‌های دیگری مانند انفورماتیک، یادگیری ماشین، تجزیه و تحلیل، سیستم‌های مبتنی بر دانش، مدیریت قوانین کسب‌وکار، سیستم‌های شناختی، سیستم‌های هوشمند، عوامل هوشمند یا هوش محاسباتی نامیدند تا نشان دهند که کار آنها بر ابزار خاصی تأکید دارد، یا به یک مشکل فرعی خاص معطوف است. اگرچه این ممکن است تا حدی به این دلیل باشد که آن‌ها حوزه خود را اساساً با هوش مصنوعی متفاوت می‌دانند، اما این نیز درست است که نام‌های جدید با اجتناب از انگ وعده‌های دروغین مرتبط با نام «هوش مصنوعی»، به تأمین بودجه کمک می‌کنند.

### ادغام هوش مصنوعی
در اواخر دهه ۱۹۹۰ و اوایل قرن بیست و یکم، فناوری هوش مصنوعی به‌طور گسترده‌ای به عنوان عناصر سیستم‌های بزرگتر مورد استفاده قرار گرفت،  اما این زمینه به ندرت برای این موفقیت‌ها شناخته می‌شود. در سال ۲۰۰۶، نیک بوستروم توضیح داد که «بسیاری از هوش مصنوعی پیشرفته در برنامه‌های کاربردی عمومی به کار رفته‌اند، بدون اینکه هوش مصنوعی نامیده شوند، زیرا زمانی که چیزی به اندازه کافی مفید و رایج شود، دیگر برچسب هوش مصنوعی به آن نمی‌چسبد.» رادنی بروکس تقریباً در همان زمان اظهار داشت که «این افسانه احمقانه وجود دارد که هوش مصنوعی شکست خورده است، اما هوش مصنوعی در هر ثانیه از روز در اطراف شماست.» 
فناوری‌های توسعه‌یافته توسط محققان هوش مصنوعی در تعدادی از حوزه‌ها مانند ترجمه ماشینی، داده‌کاوی، رباتیک صنعتی، لجستیک، تشخیص گفتار، نرم‌افزار بانکی، تشخیص پزشکی، و موتور جستجوی گوگل به موفقیت‌های تجاری دست یافته بودند.
کنترل‌کننده‌های منطق فازی برای گیربکس‌های اتوماتیک در خودروها توسعه یافته بودند (در سال ۲۰۰۶ خودروهای Audi TT و VW Touareg و VW Caravelle دارای گیربکس DSP بودند که از منطق فازی استفاده می‌کردند، تعدادی از مدل‌های اشکودا (اشکودا فابیا) نیز در حال حاضر دارای کنترل‌کننده مبتنی بر منطق فازی هستند). سنسورهای دوربین‌ها نیز به‌طور گسترده از منطق فازی برای فعال کردن فوکوس استفاده می‌کنند.
جستجوی اکتشافی و تجزیه و تحلیل داده‌ها هر دو فناوری‌هایی هستند که از زیربخش محاسبات تکاملی و یادگیری ماشین جامعه تحقیقاتی هوش مصنوعی توسعه یافته‌اند. و باز هم، این تکنیک‌ها برای طیف وسیعی از مشکلات دنیای واقعی با موفقیت تجاری قابل توجهی به کار گرفته شده‌اند.
فناوری تجزیه و تحلیل داده‌ها با استفاده از الگوریتم‌هایی برای تشکیل خودکار طبقه‌بندی‌کننده‌ها که در جامعه یادگیری ماشینی با نظارت در دهه ۱۹۹۰ توسعه یافتند (به عنوان مثال، TDIDT، ماشین‌های بردار پشتیبانی، شبکه‌های عصبی، IBL) اکنون در حال توسعه هستند، به‌طور فراگیر توسط شرکت‌ها جهت نظرسنجی‌های استفاده می‌شود تا به به کشف روندها در حوزه بازاریابی مورد استفاده قرار گیرند.

### تأمین مالی هوش مصنوعی
محققان و اقتصاددانان اغلب وضعیت زمستان هوش مصنوعی را با بررسی اینکه کدام پروژه‌های هوش مصنوعی، چقدر و توسط چه کسی تأمین مالی می‌شود، قضاوت می‌کردند. روند تأمین مالی اغلب توسط آژانس‌های تأمین مالی بزرگ در جهان توسعه یافته تعیین می‌شد. در حال حاضر، دارپا و یک برنامه تأمین مالی غیرنظامی به نام EU-FP7 اغلب بودجه تحقیقات هوش مصنوعی در ایالات متحده و اتحادیه اروپا را تأمین می‌کند.
از سال ۲۰۰۷، دارپا خواستار پیشنهادها تحقیقاتی هوش مصنوعی به عنوان زیر مجموعه تعدادی از برنامه‌ها از جمله برنامه چالش بزرگ، سیستم هشدار تهدید فناوری شناختی (CT2WS)، «دستگاه‌های عصبی کمک رسان به انسان (SN07-43)»، «سیستم تصویربرداری نظارت بر کل زمین زمان واقعی خودکار (ARGUS-IS)" و " تکنولوژی استدلال شهری و بهره‌برداری جغرافیایی (URGENT)" بود.
شاید شناخته شده‌ترین این برنامه‌ها، چالش بزرگ دارپا باشد که وسایل نقلیه جاده ای کاملاً خودکار را توسعه داده است که می‌توانند با موفقیت در زمین‌های واقعی به شیوه ای کاملاً مستقل حرکت کنند.
دارپا از برنامه‌هایی در وب معنایی با تأکید زیاد بر مدیریت هوشمند محتوا و درک خودکار نیز پشتیبانی کرده است. با این حال جیمز هندلر، مدیر برنامه دارپا در آن زمان، از توانایی دولت برای ایجاد تغییرات سریع ابراز ناامیدی کرد و به همکاری با کنسرسیوم وب جهانی برای انتقال فناوری‌ها به بخش خصوصی پرداخت.
برنامه بودجه EU-FP7، به حمایت مالی از محققان اتحادیه اروپا می‌پردازد. این برنامه در سال‌های ۲۰۰۷ تا ۲۰۰۸، تحقیقات هوش مصنوعی زیر مجموعه سیستم‌های شناختی تأمین مالی کرد؛ شامل: برنامه تعامل و رباتیک (۱۹۳ میلیون یورو)، برنامه کتابخانه‌های و محتوای دیجیتال (۲۰۳ میلیون یورو) و برنامه FET (185 میلیون یورو).

### «بهار هوش مصنوعی» فعلی
افزایش چشمگیر بودجه، توسعه، استقرار و استفاده تجاری از هوش مصنوعی منجر به این شده است که ایده زمستان هوش مصنوعی پس از مدت‌ها به پایان رسیده باشد. گاهی اوقات نگرانی‌هایی مطرح می‌شود که زمستان جدید هوش مصنوعی ممکن است با وعده‌های بیش از حد جاه طلبانه یا غیر واقعی توسط دانشمندان برجسته هوش مصنوعی آغاز شود.
موفقیت‌های «بهار هوش مصنوعی» کنونی، پیشرفت‌هایی در ترجمه زبان (به‌ویژه مترجم گوگل)، تشخیص تصویر (که پایگاه آموزشی ImageNet محرک آن بود) است که توسط جستجوی تصویر گوگل و در سیستم‌های بازی مانند AlphaZero (شطرنج) قهرمان) و AlphaGo (قهرمان برو) و واتسون (قهرمان معما) تجاری شده است. بیشتر این پیشرفت‌ها از سال ۲۰۱۰ رخ داده است.

## علل زمینه ای در پس زمستان‌های هوش مصنوعی
توضیح‌های متعددی برای علت زمستان‌های هوش مصنوعی به‌طور کلی ارائه شده است. با پیشرفت هوش مصنوعی و انتقال برنامه‌های کاربردی از بودجه دولتی به برنامه‌های تجاری، پویایی‌های جدیدی وارد کار شد.

## یادداشت
1. ↑  AI Expert Newsletter: W is for Winter بایگانی‌شده  در ۹ نوامبر ۲۰۱۳ توسط Wayback Machine
2. ↑  Crevier 1993, p. 203.
3. 1 2 3  Crevier 1993.
4. 1 2 3 4  Kurzweil 2005.
5. ↑  Different sources use different dates for the AI winter. Consider: (1) (Howe 1994): "Lighthill's [1973] report provoked a massive loss of confidence in AI by the academic establishment in the UK (and to a lesser extent in the US). It persisted for a decade ― the so-called '"AI Winter'", (2) (Russell و Norvig 2003): "Overall, the AI industry boomed from a few million dollars in 1980 to billions of dollars in 1988. Soon after that came a period called the 'AI Winter'".
6. 1 2  John Hutchins 2005 The history of machine translation in a nutshell. بایگانی‌شده  در ۱۳ ژوئیه ۲۰۱۹ توسط Wayback Machine
7. ↑  Hutchins, John. 1995. "The whisky was invisible", or Persistent myths of MT. Retrieved from http://www.hutchinsweb.me.uk/MTNI-11-1995.pdf بایگانی‌شده  در ۴ آوریل ۲۰۲۰ توسط Wayback Machine
8. ↑  Russell & Norvig 2003.
9. ↑  (McCorduck 2004)
10. ↑  Pamela McCorduck quotes one colleague as saying, "He was a press agent's dream, a real medicine man." (McCorduck 2004, p. 105)
11. ↑  (Crevier 1993، صص. 102–5)
12. ↑  (Crevier 1993), (McCorduck 2004), (Russell و Norvig 2003)
13. ↑  (Crevier 1993) and (Russell و Norvig 2003)
14. ↑  (Crevier 1993)
15. 1 2  (Crevier 1993), (Russell و Norvig 2003), (Howe 1994) and see also (Lighthill 1973)
16. ↑  "BBC Controversy Lighthill debate 1973". BBC "Controversy" debates series. ARTIFICIAL_INTELLIGENCE-APPLICATIONS¯INSTITUTE. 1973. Retrieved 13 August 2010.
17. ↑  McCarthy, John (1993). "Review of the Lighthill Report". Archived from the original on 30 September 2008. Retrieved 10 September 2008.
18. ↑  (Crevier 1993)
19. 1 2  (NRC 1999) (only the sections before 1980 apply to the current discussion).
20. ↑  (Crevier 1993)
21. ↑  (Russell و Norvig 2003)
22. ↑  (NRC 1999)
23. ↑  (Crevier 1993) (on whom this account is based). Other views include (McCorduck 2004) and (NRC 1999) under "Success in Speech Recognition".
24. ↑  (NRC 1999) under "Success in Speech Recognition".
25. ↑  (Newquist 1994)
26. ↑  (Crevier 1993)
27. ↑  Brooks, Rodney. "Design of an Optimizing, Dynamically Retargetable Compiler for Common LISP" (PDF). Lucid, Inc. Archived from the original (PDF) on 20 August 2013.
28. ↑  Avoiding another AI Winter, James Hendler, IEEE Intelligent Systems (March/April 2008 (Vol. 23, No. 2) pp. 2–4
29. ↑  (Crevier 1993)
30. ↑  (Newquist 1994)
31. ↑  (Crevier 1993)
32. ↑  (Newquist 1994)
33. ↑  (Crevier 1993)
34. ↑  (McCorduck 2004)
35. ↑  (McCorduck 2004)
36. ↑  Alex Castro in Are you talking to me? The Economist Technology Quarterly (7 June 2007) بایگانی‌شده  در ۱۳ ژوئن ۲۰۰۸ توسط Wayback Machine
37. ↑  Robotics firms find fundraising struggle, with venture capital shy. By Patty Tascarella. Pittsburgh Business Times (11 August 2006) بایگانی‌شده  در ۲۶ مارس ۲۰۱۴ توسط Wayback Machine
38. 1 2  Markoff, John (14 October 2005). "Behind Artificial Intelligence, a Squadron of Bright Real People". The New York Times. Retrieved 30 July 2007.
39. ↑  (Newquist 1994)
40. ↑  (NRC 1999) under "Artificial Intelligence in the 90s"
41. ↑  AI set to exceed human brain power CNN.com (26 July 2006) بایگانی‌شده  در ۳ نوامبر ۲۰۰۶ توسط Wayback Machine
42. ↑  (Russell و Norvig 2003)
43. ↑  For the new state of the art in AI-based speech recognition, see Are You Talking to Me? بایگانی‌شده  در ۱۳ ژوئن ۲۰۰۸ توسط Wayback Machine
44. 1 2  "AI-inspired systems were already integral to many everyday technologies such as internet search engines, bank software for processing transactions and in medical diagnosis." Nick Bostrom, AI set to exceed human brain power CNN.com (26 July 2006) بایگانی‌شده  در ۳ نوامبر ۲۰۰۶ توسط Wayback Machine
45. ↑  For the use of AI at Google, see Google's man behind the curtain, Google backs character recognition and Spying an intelligent search engine.
46. ↑  Touareg Short Lead Press Introduction, Volkswagen of America بایگانی‌شده  در ۱۶ فوریه ۲۰۱۲ توسط Wayback Machine
47. ↑  Grand Challenge Home بایگانی‌شده  در ۲۴ دسامبر ۲۰۱۰ توسط Wayback Machine
48. ↑  DARPA بایگانی‌شده  در ۶ مارس ۲۰۰۹ توسط Wayback Machine

## مطالعات بیشتر
- مارکوس، گری، «آیا من انسان هستم؟: محققان به روش‌های جدیدی برای تشخیص هوش مصنوعی از نوع طبیعی نیاز دارند»، Scientific American، جلد. ۳۱۶، شماره ۳ (مارس ۲۰۱۷)، صفحات ۵۸–۶۳. آزمایش‌های متعددی برای کارآمدی هوش مصنوعی مورد نیاز است، زیرا «همان‌طور که هیچ آزمون واحدی برای مهارت‌های ورزشی وجود ندارد، نمی‌توان یک آزمون نهایی هوش نیز وجود داشت». یکی از این آزمون‌ها، «چالش ساخت‌وساز»، ادراک و عمل فیزیکی را آزمایش می‌کند - «دو عنصر مهم رفتار هوشمندانه که به‌طور کامل در آزمون تورینگ اولیه وجود نداشتند». پیشنهاد دیگر این است که به ماشین‌ها همان تست‌های استاندارد علوم و سایر رشته‌ها داده شود که دانش‌آموزان در آن شرکت می‌کنند. تا کنون یک مانع غیرقابل حل برای هوش مصنوعی، ناتوانی در ابهام‌زدایی قابل اعتماد است. «[V]عملاً هر جمله ای [که مردم تولید می‌کنند] مبهم است، اغلب به روش‌های مختلف.» یک مثال برجسته به عنوان «مشکل ابهام‌زدایی ضمیر» شناخته می‌شود: یک ماشین راهی برای تعیین اینکه یک ضمایر در یک جمله - مانند «او»، «او» یا «آن» به چه کسی یا چه چیزی اشاره دارد، ندارد.